# Monohardi Upazila
Monohardi Upazila är ett underdistrikt i Bangladesh. Det ligger i den centrala delen av landet, 60 km nordost om huvudstaden Dhaka.
Trakten runt Monohardi Upazila består till största delen av jordbruksmark. Runt Monohardi Upazila är det mycket tätbefolkat, med 1 573 invånare per kvadratkilometer.